# ハシモト (玩具製造業)
株式会社ハシモトは日本の玩具製造会社。
海外(中国、バングラデシュ）の自社の工場でプラスチック製品の玩具を生産し、日本へ輸入販売をしている。

## 沿革
- 1929年（昭和4年）11月 - 東京都墨田区向島で、橋本一郎が橋本玩具製作所を創業
- 1949年（昭和24年）7月 - 台東区三筋町に移転
- 1952年（昭和27年）7月 - 墨田区寺島町に移転し、株式会社橋本玩具製作所を設立
- 1965年（昭和40年）3月 - 墨田区東向島に住所表示変更
- 1980年（昭和55年）1月 - 系列会社のハシー工業株式会社を設立
- 1981年（昭和56年）7月 - 株式会社ハシモトに社名変更
- 1983年（昭和58年）1月 - 韓国・台湾へ生産拠点の一部を移管
- 1984年（昭和59年）6月 - 系列会社のミツグ流通株式会社を設立
- 1986年（昭和61年）3月 - 香港に貿易会社MTS有限公司を設立
- 1986年（昭和61年）7月 - 資本金を320万円に増資
- 1991年（平成3年） 7月 - 香港に貿易会社HASHIMOTO HKを設立
- 2003年（平成15年）6月 - 資本金1,000万円に増資
- 2004年（平成16年）8月 - 香港に貿易会社HashyMTS 有限公司を設立
- 2004年（平成16年）12月 - 中国広東省に来料加工工場のHashy Unionを設立
- 2005年（平成17年）3月 - カーブスのフランチャイズ店舗経営を始める
- 2006年（平成18年）7月 - 自社製品の販売会社、ハシートップインを設立
- 2010年（平成22年）5月 - Hashy Unionを有限公司に変更
- 2012年（平成24年）2月 - 香港に貿易会社Hashy HK LTDを設立
- 2012年（平成24年）4月 - バングラデシュに玩具製造会社Hashy Tiger LTDを設立
- 2022年（令和4年）  7月- 本社倉庫を茂原新倉庫（千葉県茂原市）へ統合
- 2022年（令和4年）  7月- ハシー工業株式会社が株式会社ハシモトへ統合し、資本金60,000千円へ増資

## グループ企業
- ハシ―工業株式会社（日本）-2022年7月　株式会社ハシモトへ統合
- 株式会社ハシートップイン（日本）
- 株式会社クレイジーアップス（日本）
- HASHY UNION PLASTIC&METAL PRODUCTS LIMITED（中国）
- HASHY HONG KONG LIMITED（香港）
- HASHY TIGER CO.LIMITED（バングラデシュ）